# Lada Rapan
LADA Rapan — российский экспериментальный электромобиль, разработанный инженерами и дизайнерами департамента технического развития НТЦ ОАО АвтоВАЗ.
Выпущен в 1998 году.
Модель была впервые представлена на Международном автосалоне «Париж-98» в Риме. Проект не получил серийного и мелкосерийного производства. Высказывалось предложение, для инвестиций в новую модель, привлечь один из энергетических холдингов, таких как ОАО РАО «ЕЭС России», который возьмет на себя оснащение существующих АЗС, специально разработанными трансформаторами для электрозаправки автомобиля. Но заинтересованности проект так и не получил.
В настоящее время проект заморожен, единственный произведённый экземпляр находится  в техническом музее Волжского автозавода.

## Конструкция
Кузов каркасный, с навесными пластмассовыми панелями, установлен на стальной раме типа «активная платформа». Пол ровный, высокий, без выступающих порогов и тоннеля. Приборы управления расположены внутри рулевого колеса, вместе с подушкой безопасности. Электромобиль отличается большой площадью остекления, на дверях встроены дополнительные парковочные окна

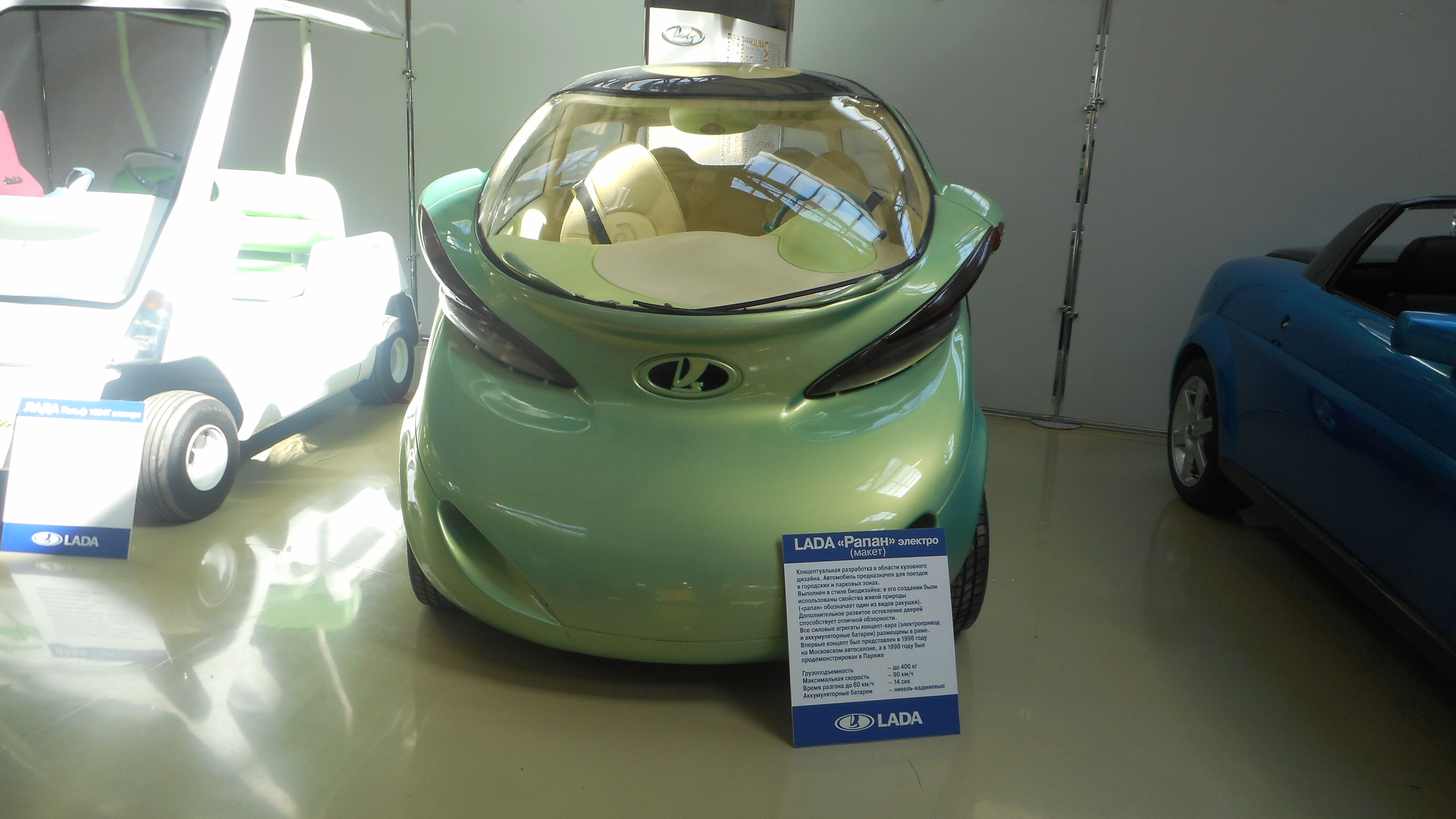
Lada Rapan в музее истории АВТОВАЗа

.